# Adalberto Vicente Muñoz
Adalberto María Vicente Muñoz (Cuéllar, 23 de abril de 1916 - Carabanchel, 18 de agosto de 1936) fue un religioso de los Carmelitas de la Antigua Observancia, asesinado al estallar la guerra civil española, por lo que fue proclamado por la Iglesia católica como Siervo de Dios y fue beatificado en 2013.

## Biografía
Nacido en la villa segoviana de Cuéllar el 23 de abril de 1916, su padre fue el músico Francisco Vicente.
Ingresó en la Orden de Nuestra Señora del Monte Carmelo con once años, se formó en el seminario menor de Villarreal, y tras la proclamación de la Segunda República española fue enviado a la casa carmelita de Cuéllar, el Santuario de Nuestra Señora de El Henar (Cuéllar), donde vistió el hábito en 1931, y tomó sus votos un año más tarde. Trasladado al convento del Carmen de Onda (Castellón) a estudiar teología, donde se encontraba en el momento que estalló la guerra civil española.
En la madrugada del 27 de julio de 1936, milicias vinculadas al Frente popular o una pareja de la Guardia de Asalto, ordenaron el desalojo del convento, que fue incendiado y saqueado, y donde asesinaron a doce carmelitas. Adalberto, junto a otros siete jóvenes de entre 18 y 22 años, fueron detenidos y enviados a Valencia y después a Madrid.  El 18 de agosto de 1936 los ocho fueron fusilados junto a las tapias del cementerio viejo de Carabanchel.
Sus restos mortales, junto a los de sus siete compañeros, fueron trasladados al claustro Santuario de Nuestra Señora de El Henar (Cuéllar) en 1950, y diez años más tarde se abrió el proceso de beatificación de los mártires carmelitas, que fue aprobado el 13 de octubre de 2013. En 2023, sus restos mortales fueron depositados en una zona privilegiada de la iglesia del santuario.